# 高茶屋駅
高茶屋駅（たかちゃやえき）は、三重県津市高茶屋（たかぢゃや）一丁目にある東海旅客鉄道（JR東海）の紀勢本線の駅である。アクセントは中高型。

## 歴史

### 年表
- 1893年（明治26年）12月31日：参宮鉄道津駅 - 相可（現・多気駅） - 宮川駅間延伸時に開設[1]。
- 1907年（明治40年）10月1日：参宮鉄道国有化[1]、帝国鉄道庁の駅となる。
- 1909年（明治42年）10月12日：線路名称制定、参宮線所属となる[1]。
- 1945年（昭和20年）10月23日[2]、または11月23日[3]：RTO（連合軍鉄道輸送事務所）開設。
- 1945年（昭和20年）12月17日：RTO閉鎖。ただし松阪管理部員は翌年10月1日まで引続き執務を行った[3]。
- 1959年（昭和34年）7月15日：線路名称改定。参宮線亀山駅 - 当駅 - 多気駅間が紀勢本線へ編入、同線の駅となる[1]。
- 1985年（昭和60年）3月14日：荷物扱い廃止[4]。
- 1986年（昭和61年）11月1日：貨物取扱廃止[4]。
- 1987年（昭和62年）4月1日：国鉄分割民営化に伴い、東海旅客鉄道（JR東海）の駅となる[1]。
- 2011年（平成23年）10月1日：簡易委託解除、終日無人駅化。

### 駅名について
地名「高茶屋」の由来は、江戸時代に伊勢神宮への参拝が盛んとなり参宮街道（伊勢街道）が津を出て松阪に向かう途中の高台に休憩の茶屋があったことによる。また、津藩主・藤堂高次が藩内を巡視した時、この茶屋辺りで休憩して、「高茶屋」と名を付けたとの説もある。地元では「たかぢゃや」と呼ばれることが多く、また、鉄道唱歌第5集関西参宮南海編21番も「たかぢゃや」と歌われるものの、「たかちゃや」が正しい駅名の読み方である。

## 駅構造
単式ホーム1面1線と島式ホーム1面2線、計2面3線を有する列車交換・折返し可能な地上駅。単式ホーム側に接して駅舎があり、両ホームは跨線橋で連絡している。
古い木造駅舎を備える。天井が高い。以前は貨物取扱を行っており、現在もその遺構が一部残る。太平洋戦争中は、当駅から津海軍工廠へ専用線が整備されていた。
津駅管理の無人駅。有人駅時代の出札口や改札口構造は残るが現在使用されていない。
ワンマン運転区間のため、基本的に整理券・車内収受方式であるが、朝夕など車掌乗務の列車の場合は、車掌が出口寄り場所で集札（精算）を行い、乗車客には発車後に車内補充券を発売する。
イオンモール津南の最寄駅と言う場所柄、週末等に係員が配置されて改集札業務を行なう場合がある。
2011年9月30日までは、駅舎の中で東海交通事業職員がマルス端末で発行した乗車券類を発売していた。
2番線を本線とした1線スルー構造であるため、行違いが無い場合、通過列車は上下共に2番線を通過する。ただし、停車列車については、上り列車は1番線、下り列車は2・3番線に発着する。

### のりば
| 番線 | 路線      | 方向 | 行先             |
| ---- | --------- | ---- | ---------------- |
| 1    | ■紀勢本線 | 上り | 亀山・名古屋方面 |
| 2・3 | ■紀勢本線 | 下り | 松阪・伊勢市方面 |

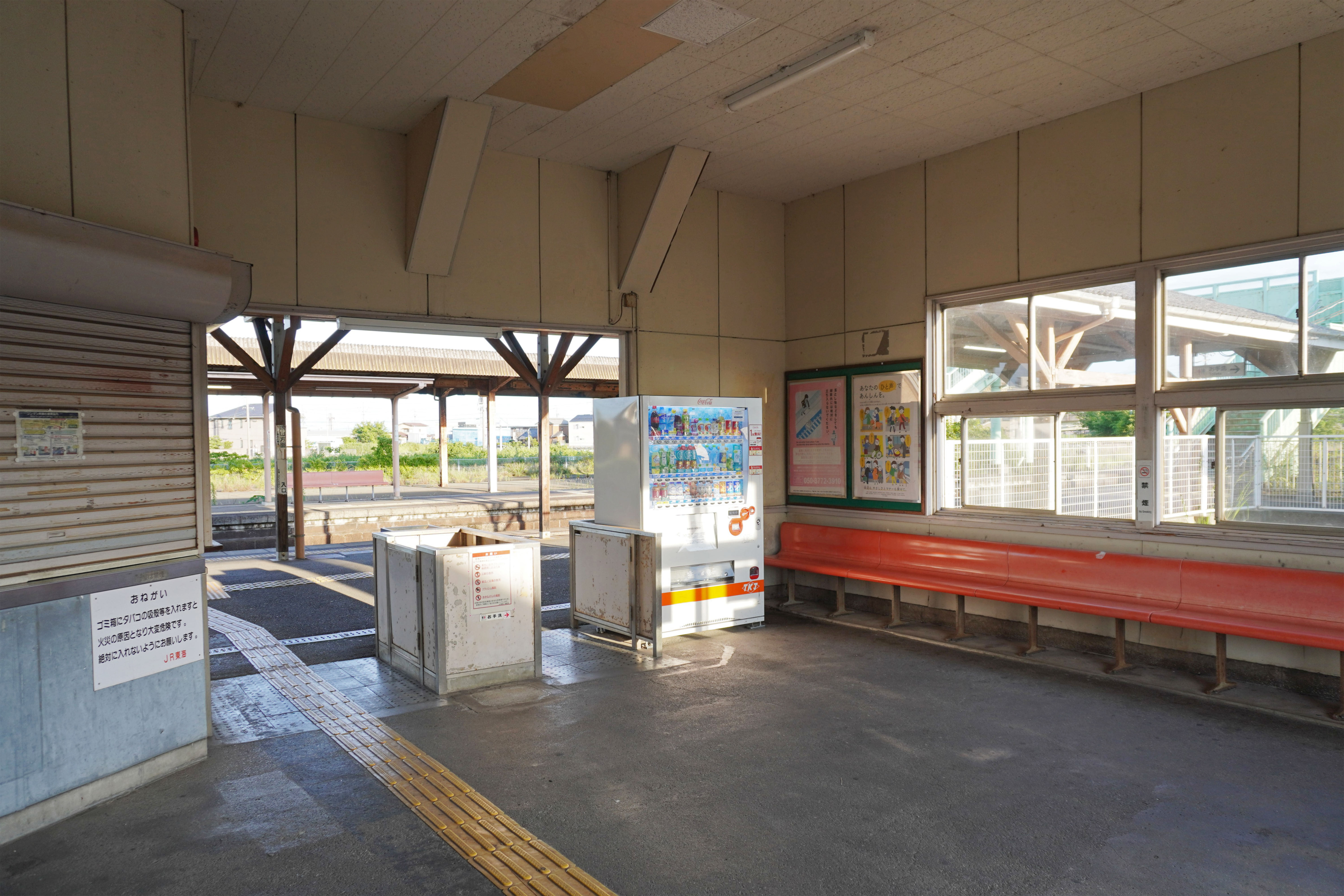
駅舎内（2023年7月）
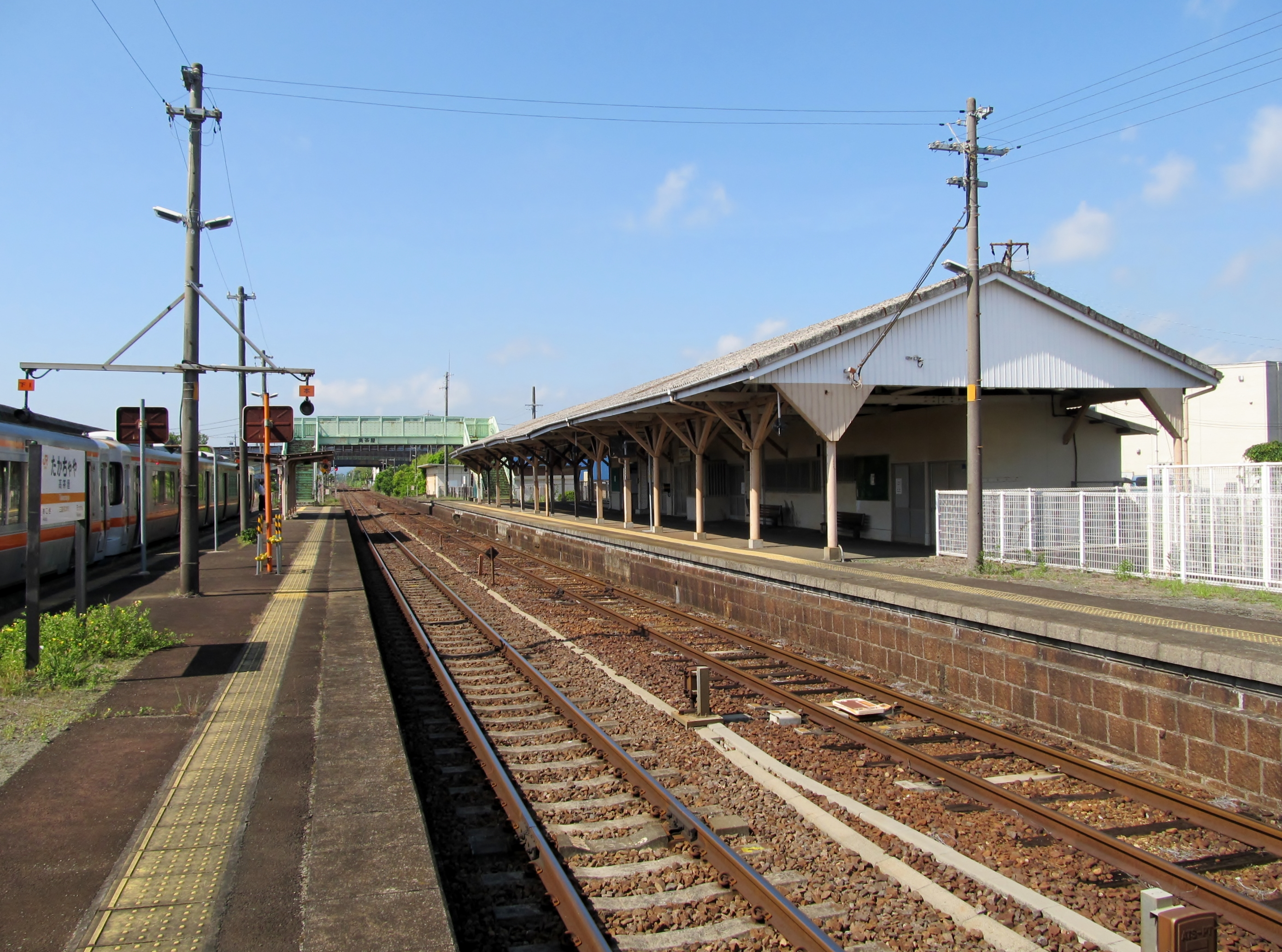
ホーム（2024年5月）
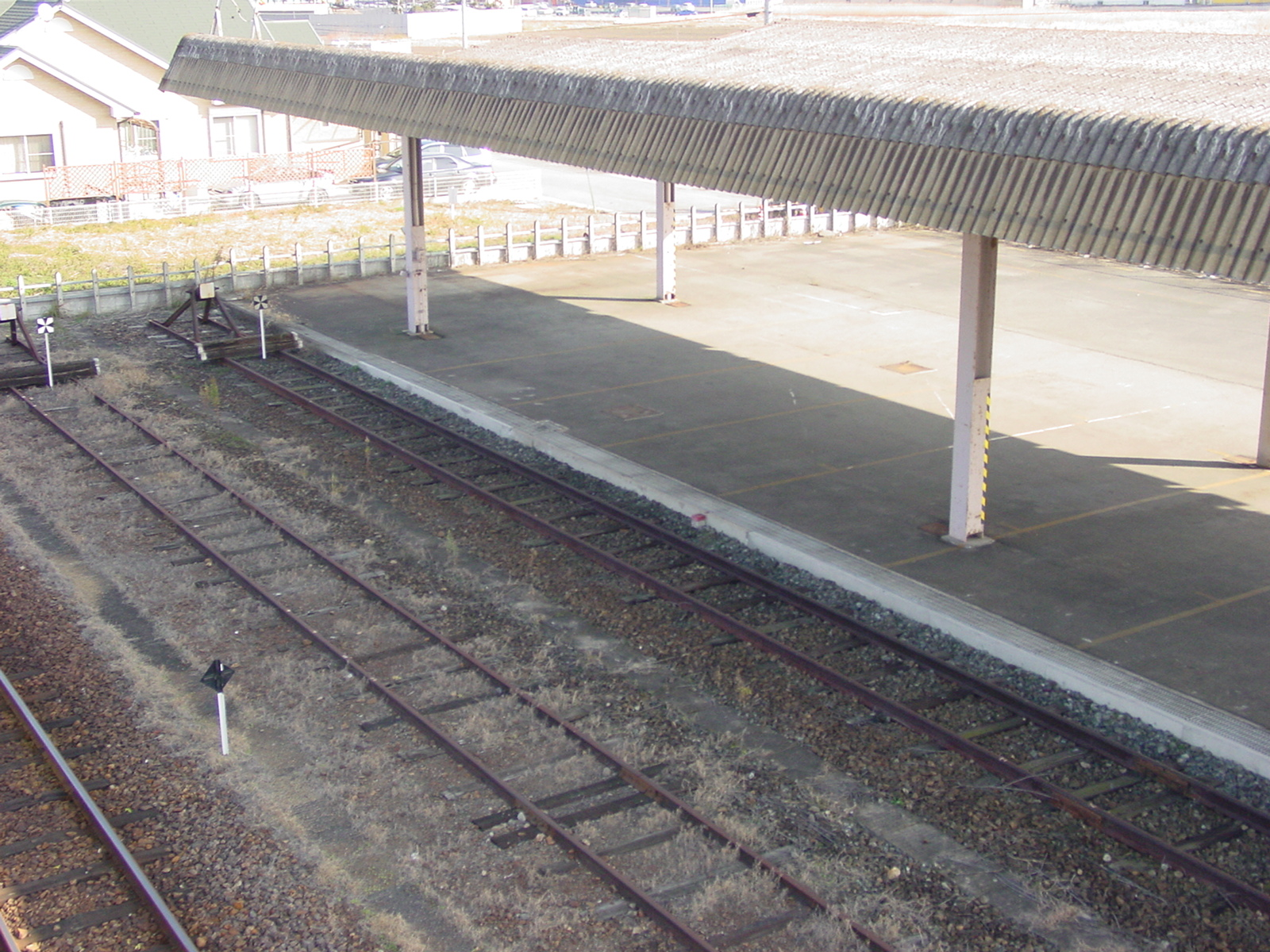
貨物用ホーム跡（2004年1月）

## 利用状況
「三重県統計書」によると、近年の1日平均乗車人員の推移は以下の通り。
| 年度   | 1日平均 乗車人員 |
| ------ | ---------------- |
| 1998年 | 588              |
| 1999年 | 574              |
| 2000年 | 547              |
| 2001年 | 556              |
| 2002年 | 554              |
| 2003年 | 535              |
| 2004年 | 527              |
| 2005年 | 518              |
| 2006年 | 560              |
| 2007年 | 537              |
| 2008年 | 505              |
| 2009年 | 485              |
| 2010年 | 502              |
| 2011年 | 448              |
| 2012年 | 397              |
| 2013年 | 384              |
| 2014年 | 387              |
| 2015年 | 380              |
| 2016年 | 362              |
| 2017年 | 359              |
| 2018年 | 460              |
| 2019年 | 551              |
| 2020年 | 404              |
| 2021年 | 446              |
| 2022年 | 498              |
| 2023年 | 476              |

駅の年間乗車者数は、明治27年（1894年）には約1万9千人（52人/日）、昭和元年には約16万人（444人/日）が利用している。その後、参宮急行電鉄（現・近畿日本鉄道）・伊勢電鉄開通に伴い昭和5年以降一時減少した。
近年は「イオンモール津南」の利用客・通勤客の割合が高い。2018年の同施設開業に伴い利用者数は微増している。ただし、車社会化傾向が強い地域であることに加え、三重交通バスとも競合しており、停車本数の少なさも相まって1990年代水準に戻る程度に止まっている。

## 駅周辺

### 駅西側
駅西側一帯には新旧住宅街が広がる。ロードサイド型食料品店が多く、工場や教育機関も多数立地している。
- 津高茶屋郵便局
- 津安芸農業協同組合（JA津安芸）津南部支店
- ラ・ムー 津南店
  - クスリのアオキ津高茶屋店
  - 魚べい津高茶屋店
- F MART津南店
- オークワ 津高茶屋店
- 正和堂（和菓子店）
- 三重県立こころの医療センター
- 三重県立盲学校
- 三重県立城山特別支援学校
- 三重県警察学校
- 三重県立津高等技術学校
- 三重中央自動車学校
- 日本板硝子津事業所

### 駅東側
田園地帯の中に大型ショッピングセンター「イオンモール津南」が立地する。駅との間には同施設の屋外駐車場が広がる。同施設のある近鉄道路（近鉄伊勢線廃線跡）と国道23号沿いにはロードサイド店舗が集積している。
- イオンモール津南
  - イオンスタイル津南
  - イオンシネマ津南
  - イオンモール津南バス停留所 - 約850メートル
- 業務スーパー津高茶屋店
- スギ薬局高茶屋店
- ラウンドワンスタジアム津・高茶屋店

## バス路線
駅南西500メートルの国道165号上に「高茶屋」バス停がある。南北に伸びる鉄道に対し東西（久居・香良洲方面）に路線が伸びている。
この他、イオンモール津南の敷地内には「イオンモール津南」バス停がある。
- 三重交通
  - 久居駅方面
  - イオンモール津南・雲出鋼管町・香良洲方面
- 津市コミュニティバス
  - 久居北・片田・高茶屋ルート
    - 三重中央医療センター・片田団地方面
    - 小森山・久居駅方面

## 隣の駅
東海旅客鉄道（JR東海）
■紀勢本線
■快速「みえ」
通過
■普通
阿漕駅 - 高茶屋駅 - 六軒駅